# Sommer-Paralympics 2008/Teilnehmer (Mali)
| stlisierte Goldmedaille | stlisierte Silbermedaille | stlisierte Bronzemedaille |
| ----------------------- | ------------------------- | ------------------------- |
| —                       | —                         | —                         |

Mali nahm mit dem Powerlifter Facourou Sissoko an den Sommer-Paralympics 2008 im chinesischen Peking teil, der auch Fahnenträger beim Einzug der Mannschaft war. Ein Medaillenerfolg Malis blieb jedoch aus.

## Teilnehmer nach Sportart

### Powerlifting (Bankdrücken)
Männer
- Facourou Sissoko